# Мадонна (співачка)
Мадонна Луїза Вероніка Чикконе; англ. Madonna Louise Veronica Ciccone; нар. 16 серпня 1958, Бей-Сіті, Мічиган, США) — американська співачка, танцюристка, кіноакторка, продюсерка, режисерка, активістка благодійних та правозахисних організацій, феміністка.  Найуспішніша артистка в історії музики, світові продажі її альбомів перевищили 400 мільйонів екземплярів. Користується настільки широкою популярністю, що її називають «Королевою поп-музики». Багаторазова рекордсменка Книги рекордів Гінесса. У 2008 році прийнята до Зали слави рок-н-ролу. Її статки перевищують 1 мільярд доларів США, завдяки чому вона вважається найбагатшою співачкою в світовому шоу-бізнесі. Її концертний тур Sticky & Sweet Tour є найкасовішим сольним туром в історії музики, він зібрав понад 408 мільйонів доларів США. Її концерт на пляжі Копакабана в Ріо-де-Жанейро у 2024 році зібрав 1,6 мільйона глядачів і став найвідвідуванішим сольним концертом в історії музики.
Мадонна — це її справжнє ім'я, а не псевдонім, як багато хто вважає.

## Життєпис

### Предки
1919 року з міста Пачентро, розташованого в Італії, поїхали за океан дід та баба Мадонни по батьківській лінії: Гаетано й Мікеліне Чикконе вирушили в пошуках нового життя в Новий Світ. Не маючи необхідної освіти та знань англійської, предки зірки оселилися в передмісті Піттсбурга Алікиппе, де Гаетано зміг влаштуватися на металургійний завод. Там, в закопченому будинку перенаселеного району, народився молодший з шести синів Чикконе, Сильвіо (Тоні), який єдиним з сім'ї здобув вищу освіту. Після служби на Алясці в резерві військово-повітряних сил Тоні перевели до Техасу, де на весіллі товариша по службі він познайомився з його молодшою сестрою — Мадонною-Луїзою Фортін, чия сім'я вела рід від канадських французів, і, недовго думаючи, одружився з нею, хоч вона й не була італійкою. Тоні та Мадонна-Луїза Фортін стали 16 серпня 1958 року батьками Мадонни..  Оскільки Мадонна мала таке ж ім'я, як і її мати, члени сім'ї називали її «Маленька Нонні»
Вона виросла в передмістях Детройта Понтіак і Ейвон Тауншип (нині Рочестер-Хіллз), разом зі своїми двома старшими братами — Ентоні (1956-2023) та Мартіном (нар.1957) — і трьома молодшими братом і сестрами; Паула (нар.1959), Крістофер (нар.1960) і Мелані (нар.1962). У 1966 році Тоні одружився з економкою сім'ї Джоан Густафсон. У них народилося двоє дітей, Дженніфер (нар.1968) і Маріо (нар.1969). Мадонна образилася на батька за те, що він знову одружився, і почала повставати проти нього, що загострило їхні стосунки на довгі роки після цього.

### Дитинство та сім'я
Батько виховував дітей суворо, вимагаючи від них обов'язкового недільного годинного відвідування церкви (для цього діти вставали о шостій ранку) та ретельного виконання домашніх завдань із парафіяльної школи, забороняв дивитися телевізор. У дитинстві Мадонна дуже любила матір, що померла від раку, коли дочці було близько п'яти. Для Мадонни це стало трагедією: вона два роки провела в іпохондрії, теж боячись захворіти на рак. Варто було їй вийти з будинку, починалося блювання і паніка. «Після смерті мами, — згадувала пізніше Мадонна, — в мене з'явилось страшне відчуття, що всі мене кинули».
У 1966 році, коли їй було вісім, батько Мадонни одружився з економкою сім'ї Джоан Густафсон та призвів ще двох дітей. Мадонна нелегко пристосувалася до мачухи.
Епатажна натура Мадонни відкрилася ще у школі, де забороняли макіяж, одягати нейлонові панчохи, коротко стригтися. На знак протесту Мадонна вдягала панчохи різних кольорів. На конкурсі юних талантів танцювала в бікіні. Однак у католицькій школі мала найкращі оцінки. У старших класах організовувала шкільних уболівальників на спортивних змаганнях, грала в драмгуртку, займалася в балетній студії.

### Стосунки
У 1984—1985 роках зустрічалася з продюсером і ді-джеєм Джоном Бенітесом (Jellybean), який брав участь у записах перших гітів співачки: «Everybody», «Borderline», «Lucky Star».
Перший шлюб з актором Шоном Пенном тривав чотири роки, з 1985 по 1989. Шлюб супроводжувався гучними скандалами, пияцтвом актора та бійками.
У 1988 році Мадонна кілька місяців зустрічалася з художником Жаном-Мішелем Баскія, проте видатний митець зловживав наркотиками, що спричинило їхній розрив та — невдовзі — смерть Баскія.
Під час зйомок у кінострічці «Дік Трейсі» (1990) зав'язалися стосунки з Вореном Бітті, що тривали близько року. ЗМІ підозрювали, що стосунки були лише піаром фільму, хоча Мадонна це заперечувала.
З 1990 до 1992 зустрічалась з фотомоделлю Тоні Вордзом. У 1992 році — з репером Ваніллою Айс, якого називала своїм «найкращим коханцем» та з яким записала альбом «Секс». Потім кілька місяців зустрічалася з актором Люком Перрі.
Під час роботи над альбомом «Bedtime Stories» Мадонна спочатку подружилася, а потім стала коханкою музиканта Ленні Кравіца (артисти досі підтримують дружні стосунки). У пісні «Justify my love» присутні непідробні стони, які пара записала просто в зачиненій від сторонніх кімнаті студії.
У 1993 році, коли Мадонна випустила пісню «I'd Rather Be Your Lover» разом із репером 2PAC, музикантів запідозрили в романтичних стосунках, які вони заперечували. Проте у 2015 році в інтерв'ю Говарду Стерну Мадонна підтвердила свої стосунки з Тупаком та навіть бажання народити спільну дитину.
Під час турне «Girlie Show» (вересень-грудень 1993) мала стосунки з акторкою Дженні Шиміцу. У 1994 році зустрічалась з баскетболістом NBA Деннісом Родманом. 1996 року народила доньку Лурдес від персонального тренера Карлоса Леона.
У вересні 2000 року народила сина від другого чоловіка — англійського режисера Гая Річі, з яким вперше зустрілась влітку 1998 року. Спільно з Річі усиновила хлопчика — Девіда Банда Мвале Чікконе-Річі (нар. 2005). Розлучення з Річі оформлене 15 жовтня 2008 року.
Самостйно Мадонна удочерила трьох дівчаток — Чифундо Мерсі Джеймс Чікконе (нар. 2006) — вдочерина 2009 року; Стелла і Естер Чікконе (нар. 2012) — були вдочерині 2017 року. Таким чином, у Мадонни двоє біологічних і четверо усиновлених дітей з Малаві.
На фотозйомках у 2009 році познайомилась з Хесусом Лусом, стосунки тривали кілька місяців. Також Мадонна мала стосунки з французьким танцівником Брагімом Зайбатом.
На думку біографів і психіатра Кіта Аблоу, через трагічну втрату матері в 5-річному віці Мадонна стала вкрай невпевненою в собі й почала бути підвладною жіночій версії едипового комплексу. До першого шлюбу поводилася як «мачо в спідниці»: була сексозалежною й іноді зустрічалася паралельно з трьома хлопцями. Хоча обидва рази вона одружувалася з чоловіками англосаксонського типажу, але як коханцям віддавала особливу перевагу латиноамериканцям і «світлим» чорношкірим.
Між періодами шлюбів Мадонну часто критикували за постійну наявність у неї бойфрендів, які, як правило, були молодші чи набагато молодші за неї: наприклад, Ванілла Айс (різниця — 9 років), Хесус Лус. Воррен Бітті — єдиний виняток. Багато музичних критиків пов'язували тексти її пісень з численними невдалими романами. Мадонна не стільки зустрічалася з відповідними їй за статусом знаменитостями, скільки «ходила в народ» — заводила службові романи з непублічним людьми. Іншою особливістю було тотальне ігнорування одружених. За словами Тарабореллі, Мадонна заявила, що якщо дізнається про те, що Лурдес зустрічається з одруженим чоловіком, то «просто вб'є її».

### Місце життя
З 1978 року Мадонна жила переважно в Нью-Йорку. На початку 2000 року через вагітність від Гая Річі, який тоді знімав фільм «Великий куш», співачка була змушена переїхати до бойфренда на постійне місце проживання до Лондона. Під час шлюбу з Гаєм Річі (2000—2008) Мадонна автоматично мала друге британське підданством, яке втратила після розлучення. Проте у 2011 році вона як і раніше платила податки у Великій Британії. У 2019 року на «Шоу Грема Нортона» 60-річна співачка поділилася думкою, що їй в останню чергу дадуть орден OBE (Орден Британської імперії), хоча вона й продовжує платити податки у Великій Британії.
У вересні 2017 року Мадонна переїхала на постійне місце проживання в португальський Лісабон. У цьому місті її прийомний син Девід Банда успішно пройшов відбір до кращої футбольної школи року за версією Globe Soccer Awards — академію ФК «Бенфіка».

### Здоров'я
24 червня 2023 року захворіла бактеріальною інфекцією. Вона була доставлена у лікарню, всі тури скасовані.

## Музична кар'єра
Після успішного завершення школи Мадонна подалася в балет. З її пластикою та любов'ю до танцю отримала стипендію в університеті Мічигану. Близько трьох років займалася під керівництвом Крістофера Фліна, але вирішила, що зробити кар'єру зможе лише у Нью-Йорку, куди проти волі батька полетіла у 1978 році. Зійшовши з трапа в аеропорту Ла-Гуардіа з валізкою, балетками і 37 доларами, взяла таксі й, зовсім не знаючи Мангеттену, сказала відвезти її просто до центру. Таксист трохи подумав і привіз дівчину в найбільш метушливий злочинний район Таймс-сквер. Поїздка обійшлася в 15 доларів — майже половину всього статку.
Мадонна жила впроголодь, певний час ночуючи на горищах, але незабаром знайомиться з Деном і Едом Гілрой, що мали маленький оркестр: вони підшукали їй житло, навчили грати на гітарі, і вже невдовзі стали виступати разом з Мадонною як вокалісткою, танцівницею, ритм-ударницею. Щоб заробити на життя підробляла продавчинею, гардеробницею, натурницею в образотворчій студії, навіть фотографувалася оголеною (через роки ці світлини з'являться в журналах «Плейбой» та «Пентхауз»). Це дозволяло оплачувати аудіозаписи власних пісень, які Мадонна без успіху намагалася проштовхнути на дискотеках.
Після завершення співпраці з братами Гілрой Мадонна створила власний малий ансамбль, що поступово завоював популярність у навчальних закладах та університетських клубах. Пізніше співачка врешті-решт підписала контракт зі студією звукозапису «Саєр Рекордз», платівки якого поширювала фірма «Ворнер Бразерс». Після випуску двох успішних синглів випустила перший альбом «Мадонна» (щоправда, фотографію співачки на обкладинці диску не розмістили): платівка була у афроамериканському стилі, і на студії вирішили, що темношкіре населення не купуватиме пісень білої співачки. Альбом випустили у липні 1983 року, і він приніс Мадонні першу славу. За ним знімали й перші музичні кліпи.

## Кінокар'єра
Мадонна — лауреатка двох премій «Золотий глобус» (усього сім номінацій), з них премія 1997 року — за акторську роботу у фільмі «Евіта».
В юності Мадонна знялася в аматорському фільмі на домашній студії приятеля.
Кіномюзиклом «Евіта» Мадонна виборола у 1996 премію «Золотий глобус» за головну роль. Фільм «Бруд та мудрість» — перша її режисерська робота. Протягом наступних років знімалася в більш ніж двадцяти фільмах. Хоча Мадонна й затвердилася в шоу-бізнесі, її спроби зніматися в кіно супроводжувалися більше невдачами, ніж успіхами. Між її першою картиною «Відчайдушні пошуки Сюзанн», знятою в 1985 році, і великим успіхом 1996 років — кінокартиною «Евіта» — були й повні провали («Шанхайський сюрприз»), і відносні успіхи («Їх власна ліга»). Але майже кожним проєктом Мадонна змогла примножити свої статки та підвищити популярність.
У 2011 році Мадонна зняла свій дебютний фільм — «Ми. Віримо у кохання», в якому виступила у ролі режисерки, співпродюсерки та співсценаристки. Фільм отримав суперечливі рецензії від критиків, у тому числі через симпатію до нацистськи налаштованих Едуарда VIII й Волліс Сімпсон. В Україні фільм вийшов у прокат 2 лютого 2012 року.

## Статки, рейтинги та відзнаки
Оскільки у продажі розійшлися 120 мільйонів примірників її альбомів, Книга рекордів Гіннеса у 2000 році відзначила, що Мадонна — найуспішніша артистка всіх часів. Її власна компанія звукозапису Maverick Entertainment, створена в 1992 році, придбана у 2005 році знаною Warner Brothers Records. Того ж 2005 року зафіксовано, що міжнародний продаж альбомів Мадонни становить понад 200 мільйонів копій. За версією журналу Forbes, Мадонну неодноразово зараховують до найбагатших американських жінок у шоубізнесі.
У 2010 році Британська музична компанія «PPL» склала список найпопулярніших артистів останнього десятиліття, який Мадонна очолила, обійшовши «The Beatles» (друге місце). Мало того, у списку найпопулярніших артистів десятиліття Мадонна виявилася єдиною жінкою, яка виступає сольно. Інші місця розподілилися між співаками чоловічої статі й гуртами з різним складом. Список складався на основі даних про присутність композицій виконавців на радіо, телебаченні, а також у громадських місцях (барах, клубах, магазинах тощо).
Безплатний концерт Мадонни, що відбувся 4 травня 2024 року на бразильському пляжі Копакабана у Ріо-де-Жанейро, зібрав 1,6 млн шанувальників, що, на думку оглядача журналу Rolling Stone, стало рекордом за розміром аудиторії для окремого концерту будь-якого виконавця в історії. Попередній рекорд належав гурту The Rolling Stones, який у 2006 році зібрав на пляжі Копакабана близько 1,5 мільйона глядачів.

## Культурний резонанс

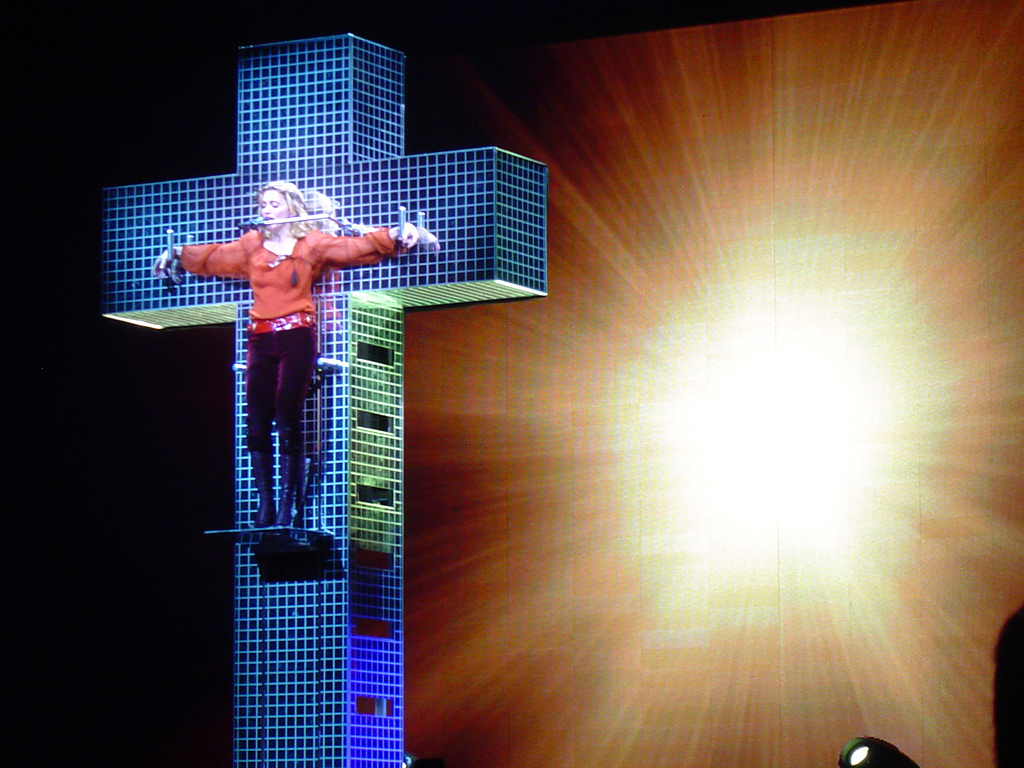
Мадонна виконує пісню на хресті під час The Confessions Tour, 2006.

Мадонна неодноразово ставала учасницею скандалів. Співачка добре відома використанням у своїй творчості політичних, сексуальних, релігійних образів, через що часто зазнавала різкої критики.
На церемонії вручення нагород MTV Video Music Awards у 2003 році Мадонна поцілувала в губи Крістіну Агілеру й Брітні Спірс.
Під час світового туру The Confessions Tour у 2006 році Мадонна виконувала пісню «Live To Tell» на хресті. Турне запам'яталося протестами релігійних громад. Номер з хрестом супроводжувався відеорядом, де було написано, що 12 мільйонів дітей хворіють на СНІД і з цієї ж причини через чотири роки вже 20 мільйонів дітей залишаться без батьків, а без допомоги суспільства ці діти помруть, не досягнувши 2-х річного віку. Також фігурували цитати з Євангелія від Матфея (глава 25 з вірша 35) та адреси сайтів для перерахунку грошей для допомоги африканським дітям. Ісус Христос приніс у жертву своє життя за людей, чим і уособлює жертовність заради інших, зміст цього номера в тому, щоб нагадати людям про це й попросити в них допомоги заради інших.
5 вересня 2011 року на Венеціанському кінофестивалі Мадонна представляла свій фільм, а журналіст телеканалу 1+1 Віталій Седюк спровокував так званий «квітковий скандал». Він подарував співачці гортензії. Мадонна прийняла квіти зі словами «Спасибі», але кинула їх під стіл, неголосно сказавши: «Я ненавиджу гортензії. Очевидно, він не знав про це». 13 вересня 2011 року Мадонна опублікувала відеозвернення до українського журналіста, на початку якого вибачається зі словами «Ночами не спала, згадуючи, скільки болю я Вам заподіяла». Наприкінці відео зірка топче квіти ногами зі словами: «Тут вільна країна! Я люблю троянди! Пішли ви з вашими гортензіями…».

## Мадонна й Україна
4 серпня 2012 року Мадонна виступила у Києві. Концерт відвідали 31 022 глядачів і глядачок.
З початком повномасштабного російського вторгнення підтримала Україну й засудила дії російського президента. На своїй сторінці в Instagram розмістила відео бомбардувань мирних міст України, щоб показати світу наслідки тиранії путіна.
9 травня співачка повідомила у Twitter, що разом з цифровим художником Beeple готують NFT-роботу «Mother Of Creation», кошти від продажу з яких підуть фундації Голоси дітей. Остання працює з 2015 року над наданням допомоги жінкам та дітям, що постраждали від війни в Україні.

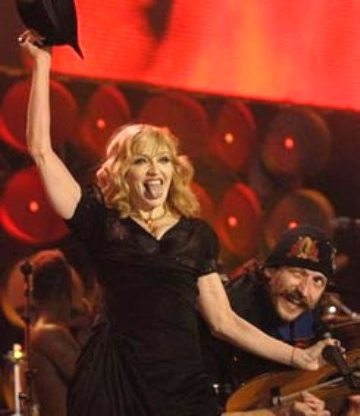
Мадонна і Євген Гудзь (Gogol Bordello)

15 жовтня 2023 на першому концерті туру У Лондоні одягнула прапор України та одягнула капелюх від українського дизайнера Руслана Багінського.
11 червня  2024 розмістила відео у Instagram.  Де підтримала Глобальний саміт миру , який пройде 15 червня у Швейцарії , закликала до боротьби за мир та захисту українських дітей від російської агресії. "Скрізь є конфлікт , страждають діти... Україна , Палестина , Ізраїль, Ємен , Сірія , Конго , Малаві. Цей список можна продовжувати і продовжувати. Ми можемо не погоджуватись з цим, але я погоджуюся з тим, що наші діти потребують захисту" - йдеться у дописі співачки. У відео заклику є наслідки російських ударів по Україні, а також кадри з дітьми, які через російську агресію змушені були покинути домівки або залишитись без світла через удари росіян по українській інфраструктурі. У своєму пості вона використовувала жовто-сині сердечки .

### Ілюстрована біографія Мадонни
У липні 2019 року у видавництві BookChef випускає ілюстроване видання біографії Мадонни авторів Лоренза Тонані та Сильвії К..

## Публічні коментарі
На своїй сторінці в Instagram вона написала пост про співчуття людям, які постраждали і загинули від землетрусу в Туреччині та Сирії. «14 лютого усі говорять про любов. Віддаймо свою любов постраждалим від цього величезного землетрусу в Туреччині і Сирії, де загинуло 33181 людина, інші залишилися без домівки, серце розбивається» сказала співачка.
7 жовтня 2023 року коли Хамас почав війну у Ізраїлі. Мадонна підтримала Ізраїль. «Моє серця співчуває Ізраїлю, зруйновані будинки, вбивають дітей, я вірю що у Палестини є люди які не підтримують насилля і тероризм, молімось за Ізраїль і за мир у всьому світі».
Після того як переміг на виборах Дональд Трамп  Мадонна виклала у сторіс торт з підписом  знак протесту "F*ck Trump"  21 лютого 2025 року у Instagram stories знову  розкритикувала дії трампа співачка написала :«Я думала що цю країну збудували європейці, рятуючись від життя під владою короля. Зараз у нас президент який називає себе  нашим королем. Якщо це жарт то мені не смішно ».
11 серпня 2025   закликала папу Римського втрутитись у війну у Газі та Світовим лідером  поки не ще не пізно . Зірка зазначила не може спостерігати палестинських дітей які перебувають у кризовій гуманітарної ситуації. 

## Дискографія

### Студійні альбоми
- Madonna (1983)
- Like a Virgin (1984)
- True Blue (1986)
- Like a Prayer (1989)
- Erotica (1992)
- Bedtime Stories (1994)
- Ray of Light (1998)
- Music (2000)
- American Life (2003)
- Confessions on a Dance Floor (2005)
- Hard Candy (2008)
- MDNA (2012)
- Rebel Heart (2015)
- Madame X (2019)

### Компіляції
- You Can Dance (1987)
- The Immaculate Collection (1990)
- Something to Remember (1995)
- GHV2 (2001)
- Celebration (2009)

### Live альбоми
- I'm Going to Tell You a Secret (2006)
- The Confessions Tour (2007)
- Sticky & Sweet Tour (2010)
- MDNA World Tour (2013)
- Rebel Heart Tour (2017)

## Фільмографія

### Акторка
| Рік       |     | Українська назва                  | Оригінальна назва         | Роль                            |
| --------- | --- | --------------------------------- | ------------------------- | ------------------------------- |
| 1985—2013 | с   | Суботнього вечора в прямому ефірі | Saturday Night Live       | у ролі самої себе (7 епізодів)  |
| 1985      | ф   | Конкретна жертва                  | A Certain Sacrifice       | Бруна                           |
| 1985      | ф   | Марні пошуки Сьюзен               | Desperately Seeking Susan | Сьюзан Томас                    |
| 1986      | ф   | Шанхайський сюрприз               | Shanghai Surprise         | Глорія Тетлок                   |
| 1987      | ф   | Хто ця дівчисько?                 | Who's That Girle          | Ніккі Фінн                      |
| 1989      | ф   | Шукачі з Бродвею                  | Bloodhounds of Broadway   | Гортенз Хетевей                 |
| 1990      | ф   | Дік Трейсі                        | Dick Tracy                | Магоні                          |
| 1991      | док |                                   | Madonna: Truth or Dare    | у ролі самої себе               |
| 1991      | ф   | Тіні і туман                      | Shadows and Fog           | Мері                            |
| 1992      | ф   | Їх власна ліга                    | A League of Their Own     | Мей Мордабіт                    |
| 1993      | ф   | Тіло як доказ                     | Body of Evidence          | Ребекка Карлсон                 |
| 1993      | ф   | Небезпечна гра                    | Dangerous Game            | Сара Дженнінґз                  |
| 1995      | ф   | Зі зневірою в особі               | Blue in the Face          | співаюча дівчина                |
| 1995      | ф   | Чотири кімнати                    | Four Rooms                | Елспет                          |
| 1996      | ф   | Дівчина № 6                       | Girl 6                    | бос № 3                         |
| 1996      | ф   | Евіта                             | Evita                     | Єва Перон                       |
| 2000      | ф   | Найкращий друг                    | The Next Best Thing       | Еббі Рейнольдс                  |
| 2001      | кф  | Зірка                             | Star                      | суперзірка                      |
| 2002      | ф   | Помри, але не зараз               | Die Another Day           | Веріті                          |
| 2003      | с   | Вілл та Ґрейс                     | Will & Grace              | Ліз (Епізод: "Dolls and Dolls") |
| 2006      | мф  | Артур і Мініпути                  | Arthur et les Minimoys    | принцеса Селенія (озвучення)    |
| 2021      | док |                                   | Madame X                  | у ролі самої себе               |

### Режисерка, сценаристка, продюсерка
| Рік  |     | Українська назва     | Оригінальна назва                      | Роль                                         |
| ---- | --- | -------------------- | -------------------------------------- | -------------------------------------------- |
| 1991 | док |                      | Madonna: Truth or Dare                 | виконавча продюсерка                         |
| 2003 | ф   | Агент Коді Бенкс     | Agent Cody Banks                       | виконавча продюсерка                         |
| 2004 | ф   | Агент Коді Бенкс 2   | Agent Cody Banks 2: Destination London | виконавча продюсерка                         |
| 2008 | ф   | Бруд та мудрість     | Filth and Wisdom                       | режисерка, виконавча продюсерка, сценаристка |
| 2011 | ф   | Ми. Віримо у кохання | W.E.                                   | режисерка, продюсерка, сценаристка           |
| 2021 | док |                      | Madame X                               | сценаристка, продюсерка                      |
|      | ф   |                      | Little Sparrow                         | режисерка, сценаристка                       |